# 雙飛人藥水

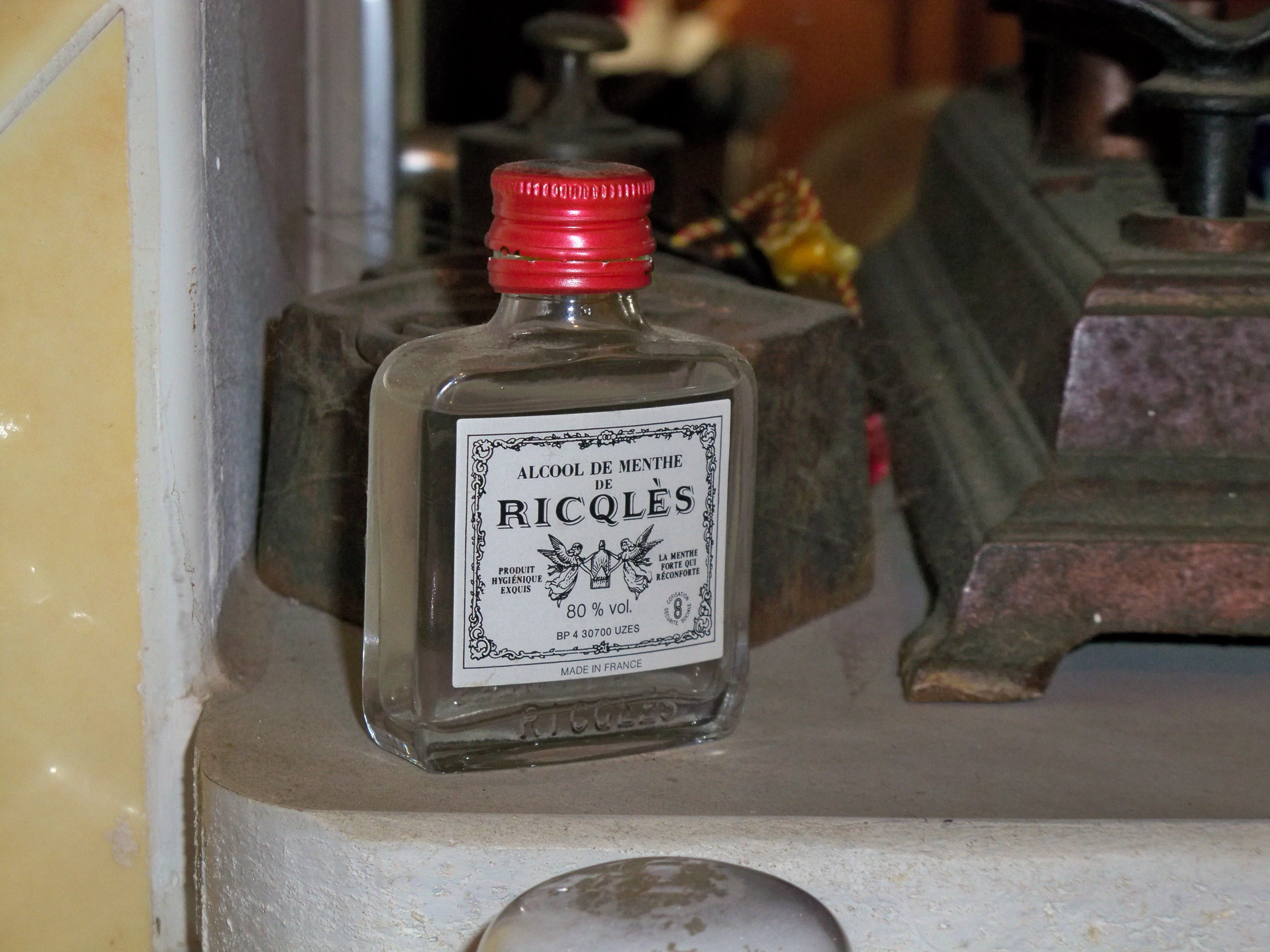
在法國出售的瓶裝“Medicinal mint spirit from Ricqles”，即為中文地區所稱的「雙飛人藥水」。

雙飛人藥水（法語：Alcool de menthe de Ricqles），在中國大陸又名利佳薄荷水，是一種源自法國的藥用飲料，由法國藥劑師亨利·德·里克莱斯（Henri de Ricqles）於1838年在法國里昂發明，是一種含有乙醇的薄荷味液體，由於具有藥用價值，因此包裝為小瓶發售。雙飛人藥水由德國哈瑞寶全資擁有的法國利佳製藥廠（HARIBO RICQLES ZAN）生產，目前利佳的品牌由Dr Pepper Snapple Group持有，該集團同時擁有七喜、玉泉汽水等軟性飲料及G.Derma Clincial Expert、Dr.Noble等護膚品的品牌。

## 歷史

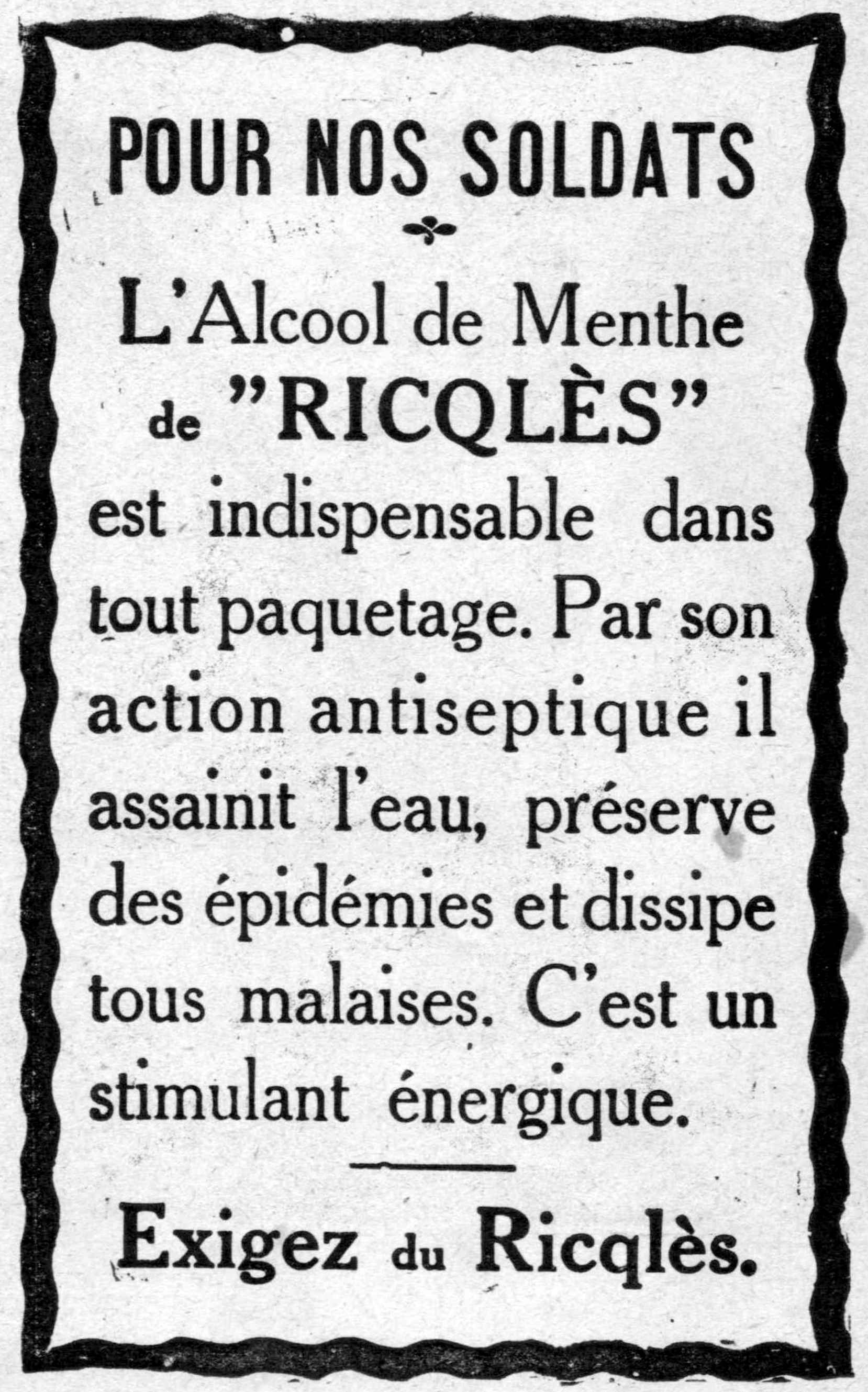
1915年10月30日的双飞人广告。

法國藥劑師亨利·德·里克莱斯在1838年進行一次實驗期間，無意中製造了一種薄荷飲料，因為具有藥用價值，於是製作為小瓶以“利佳”為名出售，小瓶上以印有兩個天使拿起瓶子的標貼，結果在市場上大受歡迎，隨於法國本土銷售外，在1900年代更隨法國人帶入東南亞地區。

## 名稱
Ricqles藥水的商標是兩個正在飛翔的天使拿起一個藥水瓶子，在中文地區被稱為「雙飛人」。

## 成分
雙飛人藥水的主要成分是由天然植物提煉的薄荷油、乙醇和蒸餾水，具有濃烈的薄荷味，具有揮發性。

## 用途
雙飛人藥水可以外塗，也可服用。藥廠宣稱雙飛人藥水可用於痾嘔肚痛、蚊蟲叮咬、湯火灼傷、驅風救急、舟車暈浪、除菌除味等用途。香港的官網Facebook更稱雙飛人藥水可作為調味料，宣稱把數滴雙飛人藥水加在朱古力雪糕，就會成為有薄荷味的「薄荷朱古力雪糕」，可是藥廠既稱呼雙飛人是具有藥效的藥物，但又稱可作為調味料加進食物，其宣傳手法備受非議。